# Lisa Boattin
Lisa Boattin (* 3. Mai 1997 in Portogruaro) ist eine italienische Fußballspielerin. Sie steht derzeit bei Houston Dash unter Vertrag und spielt seit 2016 für die A-Nationalmannschaft.

## Karriere

### Vereine
Lisa Boattin debütierte 2011 bei ACF Venezia 1984. In der folgenden Saison wechselte sie zu ACF Graphistudio Pordenone. Im 2014 wurde Boattin dann von ACF Brescia verpflichtet. Nachdem sie zwischenzeitlich für ASD CF Bardolino gespielt hatte, erzielte sie im November 2017 ihr erstes Tor für Juventus Turin. Für Juventus Turin spielte sie auch bei der UEFA Women’s Champions League 2018/19. Außerdem kam sie im Finale der Coppa Italia 2018/19 zum Einsatz, in dem Juventus mit 2:1 gegen AC Florenz gewann. Im Mai 2019 verlängerte Boattin ihren Vertrag bis 2021. In der Saison 2020/21 der Serie A absolvierte sie für ihren Verein jedes Spiel. Juventus Turin gewann schließlich die Meisterschaft. Am 15. Juli 2021 verlängerte Boattin ihren Vertrag erneut um zwei Jahre. Am 30. Januar 2022 gelang es ihr in einem Spiel gegen Inter Mailand, bei der Ausführung einer Ecke ein direktes Tor zu erzielen. Im Jahr 2022 wurde sie als Fußballerin des Jahres der Serie A ausgezeichnet.

### Nationalmannschaft
Boattin war Kapitänin der U-17-Mannschaft bei der U-17-Fußball-Europameisterschaft der Frauen 2014 und der U-17-Fußball-Weltmeisterschaft der Frauen 2014. Bei beiden Turnieren belegte die italienische Mannschaft den dritten Platz. Außerdem spielte sie auch für die U-19-Mannschaft.
Für die italienische Nationalmannschaft kam sie in zwei Spielen im Rahmen der Qualifikation zur Fußball-Weltmeisterschaft 2019 zum Einsatz. Außerdem spielte sie beim Zypern-Cup 2018 für Italien. Im Mai 2019 wurde sie als Teil des Kaders für die Weltmeisterschaft 2019 in Frankreich nominiert. Sie kam schließlich in zwei Gruppenspielen sowie im Viertelfinale zum Einsatz, wobei sie stets erst im Laufe des Spiels eingewechselt wurde.
Bei der Fußball-Europameisterschaft der Frauen 2022 kam sie in allen drei Gruppenspielen zum Einsatz, allerdings schied Italien als Gruppenletzter der Gruppe D aus. Boattin kam auch bei der Qualifikation zur Fußball-Weltmeisterschaft 2023 zum Einsatz. Am 6. September 2021 erzielte sie im Spiel gegen Rumänien ihr erstes Länderspieltor für die Nationalmannschaft.

## Privates
Boattin lebt in einer Beziehung mit der schwedischen Fußballspielerin Linda Sembrant.

## Erfolge
Brescia
- Italienische Meisterschaft: 2015/16
- Italienischer Pokal: 2015/16
- Italienischer Supercup: 2015, 2016

Juventus
- Italienische Meisterschaft: 2017/18, 2018/19, 2019/20, 2020/21, 2021/22
- Italienischer Pokal: 2018/19, 2021/22, 2022/23
- Italienischer Supercup: 2019, 2020, 2021

Individuell
- Fußballerin des Jahres der Serie A: 2022[11]
- Team des Jahres der Serie A: 2020, 2021, 2022, 2023